# San-Gavino-di-Fiumorbo
San-Gavino-di-Fiumorbo település Franciaországban, Haute-Corse megyében. Lakosainak száma 100 fő (2022. január 1.). San-Gavino-di-Fiumorbo Isolaccio-di-Fiumorbo, Cozzano, Palneca és Serra-di-Fiumorbo községekkel határos.

## Népesség
A település népessége az elmúlt években az alábbi módon változott:
| Lakosok száma | 301  | 279  | 207  | 188  | 148  | 150  | 121  | 104  | 102  | 100  |
|               | 1968 | 1982 | 1990 | 2006 | 2013 | 2015 | 2017 | 2019 | 2020 | 2022 |